# Nové Domy
Nové Domy (německy Neuhäuser) jsou malá vesnice, část města Oloví v okrese Sokolov v Karlovarském kraji. Nachází se asi dva kilometry východně od Oloví. Je zde evidováno 15 adres. V roce 2011 zde trvale žilo 14 obyvatel.
Nové Domy jsou také název katastrálního území o rozloze 2,05 km².

## Historie
První písemná zmínka o vesnici pochází z roku 1691.

## Obyvatelstvo
Při sčítání lidu v roce 1921 zde žilo 109 obyvatel, všichni německé národnosti. Všichni obyvatelé se hlásili k římskokatolické církvi.
| Rok            | 1869 | 1880 | 1890 | 1900 | 1910 | 1921 | 1930 | 1950 | 1961 | 1970 | 1980 | 1991 | 2001 | 2011 | 2021 |
| -------------- | ---- | ---- | ---- | ---- | ---- | ---- | ---- | ---- | ---- | ---- | ---- | ---- | ---- | ---- | ---- |
| Počet obyvatel | 87   | 97   | 91   | 108  | 117  | 109  | 98   | 43   | 49   | 15   | 20   | 18   | 15   | 14   | 15   |
| Počet domů     | 18   | 20   | 20   | 21   | 21   | 16   | 17   | 18   | -    | 5    | 4    | 4    | 4    | 5    | 4    |

## Obecní správa
Při sčítání lidu v letech 1850–1878 Nové Domy byly osadou městyse Svatava v okrese Falknov. V letech 1879–1889 byly osadou obce Bukovany v okrese Falknov. V letech 1890–1952 byly osadou obce Boučí v okrese Sokolov (v letech 1890–1910 Falknov, v letech 1921–1930 Falknov nad Ohří). Od roku 1953 jsou částí města Oloví v okrese Sokolov.